# Bertholdstein
Bertholdstein är ett slott i Österrike. Det ligger i distriktet Politischer Bezirk Südoststeiermark och förbundslandet Steiermark, i den östra delen av landet, 140 kilometer söder om huvudstaden Wien. Bertholdstein ligger 336 meter över havet.
Terrängen runt Bertholdstein är huvudsakligen platt, men åt sydväst är den kuperad. Närmaste större samhälle är Fehring, 3,2 kilometer öster om Bertholdstein. 
I omgivningarna runt Bertholdstein växer i huvudsak blandskog. Runt Bertholdstein är det ganska tätbefolkat, med 78 invånare per kvadratkilometer.